# 中文报刊目录
《中文报刊目录》的作者是范约翰（John Marshall Willoughby Farnham，1829年-1917年），美北长老会派往中国的传教士。
《中文报刊目录》是1890年5月在上海召开的在华新教传教士大会上由范约翰提供的，后以附录载于这次大会的《记录》中。《中文报刊目录》记载了1815—1890年间出版的76种中文报刊的名称以及主编、出版地、创刊年月、发行份数、性质、售价、形制和其他有关内容。它是现存最早的、极珍贵的近代报刊目录，为研究中国近代早期新闻史、报刊史提供了具有参考价值的珍贵资料。
《中文报刊目录》是中国近代报刊草创和初期发展阶段的中文报刊名录。目录共刊载了报刊76种，其中除第一种是中国封建社会相沿刊印的《京报》外，其他75种全部都是近代外人创办的或是国人受西化影响而创办的早期新型报刊。从1815年创刊的中国近代第一份中文报刊《察世俗每月统计传》始，其后按创刊时间顺序排列，至1890年止。在这76种报刊中，有11种是在国外出版，其余均在中国境内出版。目录的最后3种，是罗马字的方言或官话的宗教日刊。
《中文报刊目录》以近似表格的形式出现，一共分为九栏，包括报刊名称、主编、出版地、创刊年月、发行份数、性质（宗教或世俗）、售价、形制（册页或另张）及备注。备注一栏又记载了报刊的刊期（日刊、周三刊或月刊等）、停刊与否、停刊年份，以及该报的前身或后续等内容，记载的内容十分详细丰富。
范氏《目录》的价值，在于它记录了一些至今还不为我们所知的报刊，补充了一些人们虽知其名、但不知其详的报刊资料。这部目录的发现，可以纠正以往新闻史、报刊史中不准确或错误的史实，订正过去研究中出现的某些错误。同时，范氏目录不但增加了我们已知报刊的种数，而且在创刊、终刊年月以及主笔、主办人等方面也提供了新资料，这对进一步考证和研究中国近代早期的新闻史也提供了极为珍贵的史料。
报纸的发行量也是新闻史研究的一项重要的指标，虽然范氏目录载有发行份数的报刊仅有23种，但也全部是有历史价值的参考资料。诚然，范氏目录并非尽善尽美，它遗漏了一些重要的报刊，尤其是中国境外发行的报刊。尽管有些不足之处，但《中文报刊目录》是中国近代报刊最早又最完备的目录却是被后人所公认的，它在新闻史研究方面的重要作用也是毋庸置疑的。
1. ↑  一份新发现的最早的中国近代报刊目录 张文玲
2. ↑  新闻史上未被发现与利用的一份重要资料 —评介范约翰的《中文报刊目录》 周振鹤